# Desenchufado en La Noche
Desenchufado en La Noche (de Barranco) es un disco acústico de la banda de rock peruano Zen . Se grabó durante la presentación del grupo en La Noche de Barranco, centro cultural ubicado en el distrito de Barranco en agosto de 2004 y contó con la participación de Magalí Bachor, exjueza de Pop argentina.

## Lista de canciones
1. Arrastrándome
2. Sol
3. Vuelve
4. Cielo
5. Seguiré
6. Sobrevivir
7. Aún me tienes
8. Abismo
9. Desaparecer

## Integrantes
- Jhovan Tomasevich - voz y guitarra
- Alec Marambio - primera guitarra
- Diego Larrañaga - bajo
- Giorgio Bertoli - batería